# Mort Shuman
Mortimer "Mort" Shuman (Brooklyn, 12 de novembro de 1936 — Londres, 2 de novembro de 1991) foi um compositor estadunidense. Em muitas de suas composições fez parceria com Doc Pomus, formando a famosa dupla "Pomus e Shuman". A dupla compôs várias canções para Elvis Presley, entre elas se destacam: "Little Sister", "Suspicion", "Surrender", "Viva Las Vegas", "His Latest Flame" e "Long Lonely Highway". É membro do "Hall da fama do rock".